# Geoffrey Keen
Geoffrey Keen (21 de agosto de 1916 – 3 de noviembre de 2005) fue un actor cinematográfico de nacionalidad británica, conocido por sus numerosos papeles de reparto y por su participación en diversos filmes de la serie de James Bond como Sir Frederick Gray.

## Biografía

### Inicios
Nacido en Wallingford, Inglaterra, su padre era el actor teatral y cinematográfico Malcolm Keen. Cursó estudios en la Bristol Grammar School, y más adelante formó parte del Teatro Little Repertory de Bristol, debutando en escena en 1932. Tras un año en repertorio, pasó otro año más en Cannes, pudiendo finalmente conseguir una plaza en la London School of Economics. Sin embargo, en el último momento cambió de opinión y entró en la Royal Academy of Dramatic Art, donde ganó la medalla de oro Bancroft pasado únicamente un año. En 1939 acababa de entrar a formar parte de la Royal Shakespeare Company cuando se inició la Segunda Guerra Mundial, por lo cual Keen se alistó en el Royal Army Medical Corps, aunque también consiguió actuar en un film de carácter instructivo dirigido por Carol Reed para el Ejército.

### Carrera
Keen debutó plenamente en el cine en 1946 con Riders of the New Forest, pero pronto actuó en conocidos filmes dirigidos por Carol Reed como Larga es la noche (1947), El ídolo caído (1948) y El tercer hombre (1949). Rápidamente consiguió ser uno de los actores de carácter más solicitados, rodando habitualmente unas cinco películas al año. Sin embargo, también seguía actuando en el teatro, como por ejemplo en el papel de Iachimo en la producción dirigida por Peter Hall en 1957 de Cimbelino, o como un sádico general turco en la controvertida pieza de Terence Rattigan Ross (1960).
Keen fue elegido principalmente para interpretar a personajes del gobierno, como ministros, oficiales de policía de alto rango y militares, aunque también encarnó a la clase trabajadora en Chance of a Lifetime (1950) y Millions Like Us. A menudo también interpretaba a ejecutivos o abogados calvos, fríos y sarcásticos. En la televisión, fue uno de los protagonistas de la serie dramática de la BBC sobre la industria petrolífera The Troubleshooters, emitida entre 1965 y 1972.
En la gran pantalla hizo el papel de Sir Frederick Gray, el ministro de Defensa, en seis películas de James Bond rodadas entre 1977 y 1987:
- La espía que me amó (1977)
- Moonraker (1979)
- For Your Eyes Only (1981)
- Octopussy (1983)
- A View to a Kill (1985)
- The Living Daylights (1987)

Otras películas destacadas en las que trabajó fueron El Jardinero español, Doctor Zhivago, Cromwell y Born Free, así como numerosos programas televisivos. Incluso tuvo un papel destacado en la cinta de Hammer Productions Taste the blood of Dracula, protagonizada por Christopher Lee. En total, a lo largo de su carrera antes de retirarse en 1991, Keen actuó en un total de más de 100 producciones.

### Vida personal
Keen se casó tres veces, con Madeleine Howell, Doris Groves y Hazel Terry. Tuvo una hija, Mary, y dos nietas, Hetty y Flora. Falleció en 2005 en Northwood, Londres, y sus restos fueron incinerados en el Crematorio de Golders Green, en Londres.

## Filmografía
| - The New Lot (1943) - Larga es la noche (1947) - El ídolo caído (1948) - It's Hard to Be Good (1948) - The Small Back Room (1949) - El tercer hombre (1949) - Chance of a Lifetime (1950) - La isla del tesoro (1950), de Byron Haskin - Seven Days to Noon (1950), de John Boulting y Roy Boulting - The Clouded Yellow (1950) - Cheer the Brave (1951) - Green Grow the Rushes (1951) - High Treason (1951) - The Long Memory (1952) - His Excellency (1952) - Cry, the Beloved Country (1952), de Zoltan Korda - Hunted (1952), de Charles Crichton - Angels One Five (1952) - Lady in the Fog (1952) - Riders of the New Forest (1952) - Turn the Key Softly (1953) - Malta Story (1953) - Genevieve (1953), de Henry Cornelius - Meet Mr. Lucifer (1953) - Face the Music (1954) - Rob Roy, the Highland Rogue (1954), de Harold French - The Maggie (1954) - Doctor in the House (1954) - The Divided Heart (1954) - Portrait of Alison (1955) - The Glass Cage (1955) - Carrington V.C. (1955) - Passage Home (1955) - Doctor at Sea (1955), de Ralph Thomas - Storm Over the Nile (1955) - A Town Like Alice (1956) - The Man Who Never Was (1956) - Yield to the Night (1956) - The Long Arm (1956) - Sailor Beware! (1956) - Loser Takes All (1956) - House of Secrets (1956) - El Jardinero español (1956), de Philip Leacock - The Birthday Present (1957) - Town on Trial (1957) - Fortune Is a Woman (1957) | - The Secret Place (1957) - Doctor at Large (1957) - The Scamp (1957) - Nowhere to Go (1958) - Web of Evidence (1959) - Beyond This Place (1959), de Jack Cardiff - Horrors of the Black Museum (1959), de Arthur Crabtree - Deadly Record (1959) - The Boy and the Bridge (1959) - The Scapegoat (1959) - Devil's Bait (1959) - Sink the Bismarck! (1960), de Lewis Gilbert - The Dover Road Mystery (1960) - The Angry Silence (1960) - A Matter of WHO (1961) - No Love for Johnnie (1961) - The Silent Weapon (1961) - Spare the Rod (1961) - Raising the Wind (1961) - The Inspector (1962) - The Spiral Road (1962) - Live Now - Pay Later (1962) - The Mind Benders (1963) - Beta Som (1963) - The Cracksman (1963) - Los héroes de Telemark (1965) - Doctor Zhivago (1965), de David Lean - Born Free (1966) - Berserk! (1967) - Thunderbird 6 (1968) - Taste the blood of Dracula (1970), de Peter Sasdy - Cromwell (1970) - Sacco y Vanzetti (1971), de Giuliano Montaldo - Doomwatch (1972) - Living Free (1972) - La espía que me amó (1977), de Lewis Gilbert - No. 1 of the Secret Service (1977) - Holocausto 2000 (1977), de Alberto De Martino - Licensed to Love and Kill (1979) - Moonraker (1979), de Lewis Gilbert - For Your Eyes Only (1981) - Rise and Fall of Idi Amin (1981) - Octopussy (1983), de John Glen - A View to a Kill (1985), de John Glen - The Living Daylights (1987), de John Glen |